# 중화중학교
중화중학교(中和中學校)는 대한민국 서울특별시 중랑구 면목동에 있는 공립 중학교이다.

## 학교 연혁
- 1969년 1월 11일 : 중화중학교 45학급 설립인가
- 1970년 1월 15일 : 초대 홍해익 교장 취
- 1970년 3월 3일 : 개교 및 제1회 입학식 거행
- 1973년 2월 6일 : 제1회 졸업식 (964명 졸업)
- 1977년 2월 1일 : 신축교사로 이전 시무(망우동
- 1983년 2월 1일 : 신축교사로 이전 시무(면목동)
- 2001년 4월 28일 : 태권도 전용체육관 ‘건용관’ 준공
- 2002년 4월 29일 : 정보화센터 ‘지식정보샘터’ 준공
- 2013년 10월 18일 : 늘품관(대강당) 개관
- 2019년 12월 9일 : 지역개방형 ‘책나래’ 도서관 개관
- 2021년 3월 1일 : 제15대 심형진 교장 취임
- 2023년 1월 6일 : 제51회 졸업식 164명 졸업(총 31,343명)
- 2023년 3월 2일 : 제54회 신입생 138명 입학

## 참고 자료
- 중화중학교 - 한국교육학술정보원 학교알리미